# Siphonoglossa
Siphonoglossa là chi thực vật có hoa trong họ Acanthaceae.